# Turán (együttes)
A Turán együttes (vagy Turán zenekar) egy magyar rockzenekar. 2005-ben alapították Zalaegerszegen. Műfaja a nemzeti rock.  A névválasztás és a műfaji önmeghatározás is mutatja, hogy a revíziós, antikommunista, turánista, turulista tematikában kiemelt szerepe van a jobboldal számára példaképnek tekinthető hősöknek, történelmi eseményeknek, helyszíneknek.
Az együttes frontembere Kocza Balázs énekes.

## Története
A Turán zenekar megalakításának ötlete 2004 februárjában fogalmazódott meg Zalaegerszegen. Vörös Sándor gitáros és Kocza Balázs  énekes első fellépésének helyszíne a helyi Menhely Rock Klub volt, 2005. március 5-én. Az alapítók 2006 év végén készítették el első demó felvételeiket Zalaegerszegen - ekkor rögzítették az „Üzenet haza” és a „Trianon átka” című dalaikat. 2007-ben újabb tagok csatlakoztak: Szabó Szilveszter basszusgitáros és Gyenese Balázs dobos. Sikeres koncertet adott az együttes (az Egészséges Fejbőr vendégeként) a zalaegerszegi Grabowsky Clubban. 2008-ban - egy konfliktus következményeként -  Vörös Sándor kilépett az együttesből. Helyére Szanati Szabolcs gitáros került.
2008. június 28-án jelent meg Zalaegerszegen az együttes első nagylemeze, amelynek 12 dalát május - június hónapokban rögzítették. 
2010-ben Szalai Éva énekesnője csatlakozott a zenekarhoz (korábban a Vádló Bitófák tagja volt). 2010. júniusban elkészült a Turán zenekar történetét bemutató DVD. A filmet Tóth Sándor, Jóna István és Kocza Balázs készítették. 2011-ben Szabó Szilvesztert a zenekar korábbi dobosa, Marton Victor váltotta basszusgitárként.
A zenekar második nagylemeze 2011. június 4-én jelent meg, "Ütött az Óra" címen. A korongon vendégzenészként énekel Sziva Balázs (Romantikus Erőszak) és Molics Zsolt (CHK).
Újabb tagcsere következett: Böröcz Gábor lett a basszusgitáros.
2012-ben Szalai Éva – családi okok miatt – elhagyta az együttest. 
A harmadik nagylemez, a "Menj Tovább", 2013. november 13-án jelent meg.
"Az én hazám" című negyedik lemez 2016-ban látott napvilágot.
2017-ben az ötödik nagylemezről számoltak be, "Itt élünk érte élünk"  címen.

## Tagjai
- Kocza Balázs ,[6] énekes
- Szanati Szabolcs, gitáros
- Böröcz Gábor, basszusgitár
- Gyenese Balázs, dob

## Lemezei
- Üzenet haza (2008)
- Ütött az óra (2011)
- Menj tovább (2013)
- Az én hazám (2016)
- Itt élünk, érte élünk (2017)